# Морнарички специјалци
Морнарички специјалци (енгл. SEAL Team) америчка је војна и драмска телевизијска серија чији је аутор Бенџамин Кавел. Продуцира је CBS Studios, а премијерно је приказује CBS од 27. септембра 2017. године. У Србији серију приказују AXN и Fox, као и Суперстар 2 под насловом Морнаричке фоке.
Серија прати елитну јединицу морнаричких фока коју тумаче: Дејвид Боријаназ, Макс Тириот, Џесика Паре, Нил Браун Млађи, А. Џ. Бакли и Тони Тракс. Снима се у Београду.

## Радња
Серија прати приватне и професионалне животе чланова елитне јединице морнаричких фока док тренирају, планирају и извршавају неке од најопаснијих мисија, које САД од њих тражи.

## Улоге
- Дејвид Боријаназ као Џејсон Хејз
- Макс Тириот као Клеј Спенсер
- Џесика Паре као Аманда „Менди” Елис
- Нил Браун Млађи као Рејмонд „Реј” Пери
- А. Џ. Бакли као Сони Квин
- Тони Тракс као Лиса Дејвис
- Џад Лорманд као Ерик Блекберн

## Епизоде
| Сезона | Сезона | Епизоде | Епизоде | Оригинално емитовање | Оригинално емитовање | Оригинално емитовање |
| Сезона | Сезона | Епизоде | Епизоде | Премијера            | Финале               | Мрежа                |
| ------ | ------ | ------- | ------- | -------------------- | -------------------- | -------------------- |
|        | 1.     | 22      | 22      | 27. септембар 2017.  | 16. мај 2018.        |                      |
|        | 2.     | 22      | 22      | 3. октобар 2018.     | 22. мај 2019.        |                      |
|        | 3.     | 20      | 20      | 2. октобар 2019.     | 6. мај 2020.         |                      |
|        | 4.     | 16      | 16      | 2. децембар 2020.    | 26. мај 2021.        |                      |
|        | 5.     | 14      | 14      | 10. октобар 2021.    | 23. јануар 2022.     | /                    |